# Pohara Kuča
Pohara Kuča, u dva navrata, zbila se lipnja i srpnja 1855., nakon što su neke kučke plemenske vođe objavile pokornost turskom paši u Skadru. 
Dio Kuča prešao je demonstrativno iz pravoslavlja na islam. Kuči su odbili platiti porez crnogorskoj državi, te su knjazu Danilu I. Petroviću Njegošu cinično poručili da bi mogao, ako želi porez, poslati svoju suprugu u Kuče da ga uzme. 
Koncem lipnja 1855. oko 3000 Crnogoraca, kojima je zapovijedao veliki vojvoda Mirko Petrović silovito je nastupilo i zaposjelo Kuče. U osvetničkim smaknućima odrubljivane su glave Kučima, tako je pobijeno 80 pretežno staraca i djece, općenito nevinih, jer su plemenske vođe bile izbjegle k turskom paši. 
Koncem srpnja 1855. uslijedila je nova pohara Kuča, sada još surovija. Prema izvješću Marka Miljanova Popovića, tada perjanika Danila I., zaklano je 243 Kuča, dok je prema izvješću Kuča skadarskome paši broj zaklanih iznosio "131 glava, među kojima tri žene, 10 djece u kolijevci i pet djevojaka". 
Kuči su od toga doba bili odani Kneževini Crnoj Gori.